# Bulbophyllum chloropterum
Bulbophyllum chloropterum es una especie de orquídea epifita  originaria de  	 Brasil.

## Distribución y hábitat
Se encuentra en  Brasil

## Taxonomía
Bulbophyllum chloropterum fue descrita por Heinrich Gustav Reichenbach y publicado en Linnaea 22: 835. 1849.
Etimología
Bulbophyllum: nombre genérico que se refiere a la forma de las hojas que es bulbosa.
chloropterum: epíteto latino que significa "verdoso".
Sinonimia
- Didactyle galeata Barb.Rodr.
- Phyllorchis chloroptera (Rchb. f.) Kuntze
- Phyllorkis chloroptera (Rchb.f.) Kuntze[3][4]